# Sinestesia (arte)
En arte, la sinestesia es un recurso expresivo que combina impresiones de dos o más sentidos.

## Sinestesia en la literatura
La sinestesia es  una figura retórica que, además de la mezcla de sensaciones auditivas, visuales, gustativas, olfativas y táctiles, asocia elementos procedentes de los sentidos físicos con sensaciones internas (sentimientos). Se le vincula con la metáfora, por lo que a veces recibe el nombre de metáfora sinestésica.
Hay precedentes del uso de este tropo ya en la literatura clásica, como por ejemplo en Virgilio. En España fue utilizada por los escritores barrocos, pero fueron los poetas franceses de finales del siglo XIX quienes la pusieron de moda en la lírica, especialmente en la corriente denominada simbolismo, que en España apareció subsumida dentro del llamado modernismo literario. Así, por ejemplo, el poeta simbolista francés Arthur Rimbaud creó un soneto dedicado a las vocales, adjudicando a cada una de ellas un color distintivo, y los poetas modernistas como Rubén Darío podían hablar de sonoro marfil o de dulces azules (gusto más vista). En este caso, se trata de una sinestesia de primer grado, ya que son impresiones de dos sentidos corporales diferentes; pero si se asocia la impresión de un sentido del cuerpo no a otra impresión de un sentido diferente, sino a una emoción, un objeto o una idea (asociaciones abstractas, cuestión está debatida singularmente por Francisco Acuyo en Fisiología de un espejismo), se trata ya de una sinestesia degradada o indirecta, también llamada sinestesia de segundo grado, por ejemplo, agria melancolía. 
Pero es Juan Ramón Jiménez quien la emplea con mayor asiduidad y perfección, al que seguirán después los poetas del 27:

Es de oro el silencio. La tarde es de cristales.
 JRJ, Hora inmensa

en el cénit azul, una caricia rosa!
 JRJ, Elejías lamentables

por el verdor teñido de melodiosos oros;
 JRJ, Elejías lamentables

Las asociaciones sinestésicas favorecen la memorización de conceptos abstractos, al vincularlos con realidades sensibles.
Personajes como Charles Baudelaire, Nikolái Rimski-Kórsakov, Vladimir Nabokov, Marcel Proust, Aleksandr Skriabin, Olivier Messiaen y David Hockney, entre otros, poseen -o poseían- esta facultad.

## Sinestesia en la música

Círculo de quintas cambiando gradualmente de color.

Resulta particular el caso del compositor ruso Aleksandr Skriabin, cuya habilidad sinestésica influyó decisivamente en su obra. Su principal virtud fue asociar tonalidades con colores determinados. Su sistema de colores, a diferencia de la mayoría de las experiencias sinestésicas, se ordena según el círculo de quintas, basado en el sistema que Sir Isaac Newton describe en su libro Opticks. Nótese que Skriabin, según sus estudios teóricos, no reconocía diferencias entre una tonalidad mayor y otra menor con el mismo nombre (por ejemplo: Do Mayor y Do Menor). Muchos de los trabajos de Skriabin en esta materia están influenciados por doctrinas teosóficas.

Asociación de Aleksandr Skriabin entre notas y colores.

En su autobiografía Recuerdos, Serguéi Rajmáninov incluyó una conversación que había tenido con Skriabin y Rimski-Kórsakov (quien también poseía la condición) acerca de la habilidad sinestésica de Skriabin. Rajmáninov se sorprendió al darse cuenta de que ambos asociaban de manera muy similar notas y colores. Rajmáninov se mostró escéptico, señalando que Skriabin asociaba el Mi bemol con el color púrpura, mientras que Rimski-Kórsakov lo hacía con el azul. Sin embargo, Rimski-Kórsakov le hizo notar que un pasaje de la opera de Rajmáninov "El miserable Caballero" sustentaba su asociación: la escena en la que el viejo barón abre un baúl con un tesoro lleno de oro y joyas brillando estaba escrita en Re, es decir, en amarillo oro. Skriabin escribió a Rajmáninov diciéndole que "su intuición ha seguido inconscientemente las leyes que su razón ha negado".
Otros compositores han dejado también constancia de percepciones sinestésicas. Mozart, por ejemplo, afirmó que percibía la tonalidad de "Fa" (F) en color amarillo.